# Дадци, Адриана
Адриана Дадци (пол. Adriana Dadci; род. 9 апреля 1979, Гдыня, Гданьское воеводство), в замужестве Смолинец (пол. Smoliniec) — польская дзюдоистка, представительница средней весовой категории. Выступала за национальную сборную Польши по дзюдо во второй половине 1990-х — первой половине 2000-х годов, чемпионка Европы, победительница многих турниров международного и национального значения, участница летних Олимпийских игр в Афинах.

## Биография
Адриана Дадци родилась 9 апреля 1979 года в городе Гдыня, Польша.
Заниматься дзюдо начала в детстве по наставлению своего отца, выходца из Алжира. Позже состояла в спортивном клубе Академии физического воспитания AZS в Гданьске, проходила подготовку под руководством тренеров Радослава Лясковского и Марека Адама.
Впервые заявила о себе как дзюдоистка в 1994 году, став чемпионкой Польши среди юниоров. Начиная с этого времени постоянно находилась в составе польской национальной сборной и регулярно принимала участие в крупнейших международных турнирах.
В 1999 году выступила на европейском первенстве в Братиславе и на мировом первенстве в Бирмингеме.
В 2000 году впервые выиграла национальное первенство Польши среди взрослых спортсменок. Впоследствии ещё шесть раз повторяла это достижение в средней и абсолютной весовых категориях, а в общей сложности на её счету 12 медалей национальных первенств.
В 2001 году побывала на чемпионате Европы в Париже, откуда привезла награду бронзового достоинства, выигранную в среднем весе. Также боролась на чемпионате мира в Мюнхене.
На европейском первенстве 2002 года в Мариборе взяла верх над всеми соперницами по турнирной сетке и тем самым завоевала золотую медаль.
В 2003 году одержала победу на Суперкубке мира в Гамбурге, тогда как на чемпионате Европы в Дюссельдорфе и на чемпионате мира в Осаке попасть в число призёров не смогла.
В 2004 году отметилась победой на Суперкубке мира в Москве, была лучшей на международных турнирах класса «А» в Софии и Леондинге. Благодаря череде удачных выступлений удостоилась права защищать честь страны на летних Олимпийских играх в Афинах — потерпела здесь поражение уже в стартовом поединке категории до 70 кг и сразу же выбыла из борьбы за медали.
После афинской Олимпиады Адриана Дадци ещё в течение некоторого времени оставалась в составе дзюдоистской команды Польши и продолжала принимать участие в крупнейших международных турнирах. Так, в 2005 году она боролась на чемпионате мира в Каире, где в 1/16 финала была остановлена немкой Аннетт Бём.
Замужем за польским дзюдоистом Павлом Смолинцом.